# Зефиров, Николай Серафимович
Никола́й Серафи́мович Зефи́ров (13 сентября 1935, Ярославль, Ивановская Промышленная область, РСФСР, СССР — 28 апреля 2017, Москва, Россия) — советский и российский химик-органик; академик РАН. Специалист в области синтеза органических соединений, стереохимии, механизмов органических реакций скелетных перегруппировок, применения ЭВМ для решения структурных проблем. Лауреат Государственной премии СССР.

## Биография
Отец — Серафим Николаевич (1914 года рождения). Мать — Прасковья Георгиевна, в девичестве Вдовина (1900 года рождения).
В 1953—1958 учился на Химическом факультете МГУ. Дипломную работу «Реакции диенового синтеза в ряду фурана» делал на кафедре органической химии под руководством профессора Ю. К. Юрьева; получил диплом с отличием. В 1961 году защитил кандидатскую диссертацию «Новые реакции заместительного присоединения в ряду фурана» (руководитель Ю. К. Юрьев), а в 1966 — докторскую диссертацию «Исследования в области 7-оксабицикло-[2.2.1]-гептана, гептена и гептадиена». В 1970—1971 годах стажировался в Принстонском университете (США).
Младший научный сотрудник (1958—1961); ассистент (1961—1965), доцент (1965—1968), старший научный сотрудник (1968—1971); заведующий лабораторией химии гетероциклических соединений (1971—1973), кафедрой органической химии (с 1994), лабораторией органического синтеза химфака МГУ. С 2015 заведовал созданной им кафедрой медицинской химии и тонкого органического синтеза. Читал курсы «Химия гетероциклических соединений», «Физико-химические методы исследования в органической химии», «Органический синтез», «Теория молекулярных орбиталей в органической химии», «Введение в специальность», «Компьютерное молекулярное моделирование и QSAR». Профессор с 1973 года. Под его руководством защищено более 50 кандидатских диссертаций, свыше 20 учеников стали докторами наук. Инициировал открытие новой специализации — «медицинская химия».
Главный научный руководитель Института физиологически активных веществ РАН, главный научный сотрудник ИФАВ РАН. Заведующий лабораторией математической химии и компьютерного синтеза Института органической химии им. Н. Д. Зелинского РАН.
Член-корреспондент АН СССР с 29 декабря 1981, академик — с 23 декабря 1987; за работы в области органического синтеза и теоретической органической химии. Действительный член Международной Академии математической химии (International Academy of Mathematical Chemistry); почётный академик Академии наук Республики Башкортостан (действительный член с 1989); действительный член Российской академии естественных наук (с 1991), действительный член международной академии «Собрание по использованию иода», президент Российского общества медицинской химии, член Химического общества им. Д. И. Менделеева, член Американского химического общества.
Председатель диссертационного Совета ИФАВ РАН; председатель комиссии Отделения химии и наук о материалах РАН по присуждению медалей РАН молодым учёным; председатель Научного совета по тонкому органическому синтезу РАН; член Научного совета по лекарственным средствам и диагностическим тест-системам Министерства науки и технологии РФ; член Научного совета Госпрограммы России «Создание новых лекарственных препаратов и пролекарств с использованием методов химического и биологического синтеза»; председатель секции «Медицинская химия» РХО им. Менделеева (в 1974—1991 — председатель секции «Органическая химия»); председатель секции органической химии Высшей аттестационной комиссии.
Член редколлегии журналов: «Журнал органической химии» (1981—1991; главный редактор в 1989—1991),  «Reviews and Advances in Chemistry» (главный редактор в 2011—2019), «Химия гетероциклических соединений» (с 1981), «Chemical Information and Comput. Science» (региональный редактор), «Current Topics in Medicinal Chemistry», «Match» (с 1991), «Physical Organic Chemistry» (1987—1995), «Synthesis» (с 1990), «Sulfur Reports» (с 1979), «Sulfur Letters» (с 1979), «Tetrahedron» (с 1991), «Tetrahedron Asymmetry» (с 1990), «Tetrahedron Letters» (с 1991). Главный редактор и заместитель (с 1986) издательского дома «Химическая энциклопедия».
Дети: Марина (1962), Ольга (1965), Алексей (1975-2020).
Скончался 28 апреля 2017 года в Москве. Похоронен на Троекуровском кладбище (участок 25).

## Вклад в науку
Внёс вклад в математическую химию, в решение проблемы описания органических структур и реакций; проблемы «структура-активность» (QSAR), проблемы поиска структуры, отвечающей заданному целевому свойству (QSPR); в компьютерное моделирование и компьютерный синтез. Занимался поиском новых реакций и реагентов, созданием методов синтеза целевых структур; соединений-лигандов глутаматных, мелатониновых и других рецепторов как потенциальных лекарств.
Осуществил синтез полициклических и каркасных структур (гетероадамантаны, дигомокубаны, бицикло[3.3.1]нонаны, трициклодеканы), разработал методы синтеза многих гетероциклических соединений (например, оксаадамантана (1973), производных дигомокубана (1975) и гомотетраэдрана (1977)). Открыл класс спироциклопропановых структур (триангуланы), разработал общие методы синтеза цепных, разветвлённых и циклозамещёных триангуланов; открыл явление конкурентного ковалентного связывания нуклеофугных анионов в карбокатионных процессах. Разработал метод активации слабых электрофилов (SO3-модифицированное электрофильное присоединение).
Открыл эффект «хоккейных клюшек», эффект координационной стабилизации неустойчивых конформаций, эффект гош-отталкивания (1970), эффект существования ваннообразных конформаций дигетеробициклононанов (1974); явление увеличения эффективной электрофильности слабых электрофилов («допинг-присоединение») (1974, совместно с И. В. Бодриковым). Создал концепцию стереоконтроля в реакциях, протекающих по ион-парному механизму (1978). Разработал общие принципы генерации органических структур и реакций с помощью ЭВМ, создал программы компьютерного синтеза, разработал формально-логический подход к описанию органических реакций и применил его для классификации поиска новых реакций.
Автор более 1300 научных публикаций, более 900 из которых опубликованы в ведущих международных и российских химических журналах. 5 монографий.

## Награды
- 1967, 1974, 1977, 1978, 1982 — премии ВХО им. Д. И. Менделеева
- 1983 — Ломоносовская премия и медаль Московского государственного университета им. М. В. Ломоносова
- 1985 — Орден «Знак Почёта»
- 1986 — Золотая медаль ВДНХ
- 1987 — Премия Совета Министров СССР
- 1986 — Премия Министерства Высшего образования СССР
- 1989 — Государственная премия СССР 1989 года в области науки и техники (30 октября 1989 года) — за создание и промышленную реализацию принципов управления электрофильными реакциями алкенов[3]
- 1993 — Chemical Structure Association Trust Award
- 1994 — Премия имени А. М. Бутлерова — за цикл работ в области органической стереохимии
- 1995 — Премия Международного агентства Prize International Agency «Наука» за лучшую публикацию в журнале «Доклады Академии наук» за 1995 год
- 1995 — Орден Дружбы (21 июня 1995 года) — за заслуги перед государством, успехи, достигнутые в труде, большой вклад в укрепление дружбы и сотрудничества между народами[4]
- 2000 — Государственная премия Российской Федерации 2000 года в области науки и техники (26 декабря 2000 года) — за работу «Краун - соединения в химии и технологии»[5]
- 2001 — Орден Почёта (22 марта 2001 года) — за заслуги перед государством, многолетний добросовестный труд и большой вклад в укрепление дружбы и сотрудничества между народами[6]
- 2003 — Премия Правительства Российской Федерации 2002 года в области науки и техники (18 февраля 2003 года) — за разработку методов направленного синтеза циклических тетрапиррольных соединений для технических целей[7]
- 2003 — Премия фонда Гумбольдта (Германия)
- 2005 — премия издательства «Эльзевир» (Elsevier) как самому цитируемому химику

## Монографии
- Зефиров Н. С., Казимирчик И. В., Лукин К. А. Циклоприсоединение дихлоркарбена к олефинам. — М., 1985.
- Зефиров Н. С., Шестакова Т. Г., Кирпиченок М. А. Химия гексахлорциклопентадиена и родственных соединений. — М., 1985.
- Зефиров Н. С., Геваза Ю. И. и др. Электрофильная внутримолекулярная циклизация олефинов. — Киев, 1990.

## Патенты
Автор более чем 5 патентов.
- Н. С. Зефиров, О. Ю. Полевая, М. В. Лушникова, М. А. Мягкова // Патент на изобретение № 1745050, 1995 г.// Способ иммуноферментного определения эфедрина в моче.